# 伊犁青年麦西来甫委员会
伊犁青年麦西来甫委员会，是1995年在新疆维吾尔自治区伊犁哈萨克自治州伊宁市成立的一个跨地区伊斯兰教极端主义宗教组织。

## 简介
新疆维吾尔族城镇居民过去很长时间一直是以世俗风气为主，1980年代初以前，新疆维吾尔族城镇居民的着装比汉族更为时尚、洋气，伊宁市等边境城市历史上受到俄罗斯、苏联影响很深，改革开放之初又引领时尚新风，人们在着装等方面比中国东南沿海城市更为西化。1990年代，伊宁市的维吾尔族社会由于边贸等方面原因而出现了一个富裕阶层，酗酒、吸毒、赌博、包二奶等等现象泛滥，伊宁市成为新疆维吾尔自治区艾滋病最严重地区。当时知名宗教人士阿不力克木·买合苏木（2003年被巴基斯坦击毙的塔利班高级军官艾山·买合苏木即其弟子之一）派弟子在伊宁市传教以后，以在伊宁市郊外举行传统的“麦西来甫”（又译“麦西莱普”）聚会吸引了许多人，人们不仅戒毒、戒酒、戒赌，也接受了其宗教极端主义思想。
他们起初以维吾尔族民间娱乐——麦西来甫的形式活动，设立麦西来甫固定活动点200多处，参加成员4000余人。此后，1995年4月30日，未经政府批准便成立了跨地区的“伊犁青年麦西来甫委员会”，并且选举了总“哈孜”（即总指挥）、副总指挥等领导，利用“麦西来甫”的形式，秘密鼓吹伊斯兰教宗教狂热，收缴宗教税，同时干预基层行政及治安管理。
当地政府发现“伊犁青年麦西来甫委员会”的活动已远超民间娱乐，对社会秩序造成危害。1995年8月13日，当地公安局传讯了以阿不都黑力力为首的多人。“伊犁青年麦西来甫委员会”借此在1995年8月14日发动了“8.14”非法游行，进行抗议，游行随后演变为闹事，参与者从200余人猛增到800余人。随后，有300多人到伊犁哈萨克自治州人民政府门前静坐。经过政府部门劝说，多数人最后自动散去。事态平息以后，政府公安部门拘留28名“伊犁青年麦西来甫委员会”及“8.14”非法游行的组织者，其中依法收容审查5人，批评教育14人，取保候审9人。
事件虽然获得平息，但伊宁市的伊斯兰教保守思潮并未终结。伊宁二·五事件的思想基础，便是伊宁市这种伊斯兰教保守思潮的延续，被东突伊斯兰真主党利用而酿成大规模恐怖暴力活动。
1995年起，主要活动在南疆库尔勒市的分裂组织“东突伊斯兰真主党”先后派20多名南疆籍成员赴伊犁，以讲经的名义宣传分裂主义和宗教“圣战”，发展成员。 1996年1月，东突伊斯兰真主党从乌鲁木齐市派出几位骨干赴伊宁，与被公安部门释放的原“伊犁青年麦西来甫委员会”副总指挥阿不都黑力力等人秘密会晤，先后在伊宁市、伊宁县的农村秘密设立6个地下训练点，对一些人员实行全封闭式暴力恐怖训练。1997年2月5日，东突伊斯兰真主党策划实施了伊宁大规模骚乱事件——伊宁二·五事件。该事件成为当时新疆恐怖暴力活动的一个顶点，是新疆恐怖活动升级的标志。到伊宁二·五事件以后，过去曾以追求时尚和国际化而著称的伊宁市维吾尔族人，逐渐变成了北疆城市中最保守者。